# Friedrich Schorr
|  | Info zur Audio-Datei |

Friedrich Schorr (* 2. September 1888 in Nagyvárad, Österreich-Ungarn; † 14. August 1953 in Farmington) war ein österreichisch-amerikanischer Opernsänger (Bassbariton).

## Leben
Friedrich Schorr war ein Sohn des langjährigen Hauptkantors der Wiener Synagoge in der Leopoldsgasse, Mayer Schorr (* 1856 Fălticeni; † 1913 Wien), der ebenfalls eine ausgezeichnete Baritonstimme besaß. Er studierte in Brünn und bei Adolf Robinson in Wien und debütierte 1912 in der Rolle des Wotan in Graz, wo er bis 1916 sang. 1916–1918 sang er in Prag, 1918–1923 in Köln, 1923–1931 an der Staatsoper Unter den Linden, daneben 1923, 1929  und 1932–1936 an der Wiener Staatsoper. Von Januar bis April 1923 war Schorr Teil der aus 200 Personen bestehenden Wagnerian Opera Festival Company, die unter der Leitung von Leo Blech und Georg Hartmann an mehreren Spielorten in den USA Auftritte hatte.
1924–1933 trat er in Covent Garden und 1924–1943 an der Metropolitan Opera auf. 1925–1931 trat er als Wotan und Wanderer bei den Bayreuther Festspielen auf.
1931 wurde Schorr in den USA sesshaft, nahm 1934 die amerikanische Staatsbürgerschaft an und widmete sich neben seinen zahlreichen Bühnenauftritten zunehmend pädagogischen Aufgaben. 1943 verabschiedete er sich als Wanderer von der Bühne, trat aber noch in Konzerten auf. 1943 wurde er Direktor der Gesangsabteilung der Manhattan School of Music in New York, später leitete er ein Studio für Operngesang an der Hartt School of Music in Hartford (Connecticut), zudem inszenierte er Wagner-Opern an der New York City Opera.
Bereits 1921 entstanden erste Schallplattenaufnahmen für die Deutsche Grammophon, 1924/25 folgten Aufnahmen für Brunswick Records in den USA. Seine berühmtesten Aufnahmen entstanden 1927–1932 für die Electrola und für His Master’s Voice in Berlin und London, darunter Duette mit Frida Leider, Emmi Leisner und Lauritz Melchior.
Liveaufnahmen ab den späten 1930er Jahren, als Schorr seinen sängerischen Zenit bereits überschritten hatte, zeugen dennoch von seiner beeindruckend klaren Diktion, seiner exzellenten Atemtechnik und seiner großen, dennoch nicht übertriebenen emotionalen Ausdruckskraft. In New York sang Schorr oft mit seiner Exil-Genossin Lotte Lehmann, aber auch mit Lauritz Melchior, Kirsten Flagstad und Helen Traubel zusammen.
Im September 1920 heiratete Schorr in Köln die Sopranistin Anna Scheffler-Schorr (* 20. April 1887 Hamburg; † 18. Dezember 1951 Port Chester (New York)), 1952 wurde die Gesangspädagogin Virginia Erickson (* 7. Juni 1903 Ridgway (Pennsylvania); † 28. Februar 1990 Avon (Connecticut)) seine zweite Ehefrau. Sie unterrichtete fast 50 Jahre lang an der Manhattan School of Music und der Hartt School of Music.
Die Grabstätte von Anna und Friedrich Schorr befindet sich auf dem Ferncliff Cemetery in Hartsdale (New York).
Im Rahmen des American Prize werden seit etwa 1990 „Friedrich and Virginia Schorr Memorial Awards“ vergeben.